# Joaquim Manuel Gonçalves de Andrade
Joaquim Manuel Gonçalves de Andrade (Campanário, 7 de novembro de 1807 — 1879) foi um político brasileiro.

## Vida
Foi presidente da província de São Paulo por duas vezes, de 30 de maio a 8 de junho de 1875 e de 18 a 31 de janeiro de 1878.